# Укай-Кан
Укай-Кан («Песнь змеи») или Уне-Кан («Свиток змеи») — правитель Канульского царства со столицей в Цибанче.

## Биография
Укай-Кан является преемником Яш-Йопаата, воцарившись 9.7.5.14.17, 11 Kaban 10 Ch’en (2 сентября 579 года).
Надписи из Паленке, столицы Баакуля, описывают две атаки Кануля. Первая состоялась 9.8.5.13.8, 6 Lamat 1 Sip (23 апреля 599 года),  вторая в 611 году. В обоих битвах войско Укай-Кана переправлялось через реку Усумасинта и наносило удар по Паленке. Также, в первый битве приняли участие царь Пачана Ицамнах-Балам II и царь Вабе (Санта-Елены) Нун-Хиш-Лакам-Чак.
Укай-Кан поддерживал дружеские отношение с Яхав-Те-Киничем II, царём Караколя. На сохранившемся фрагменте стелы 4 из Караколя установленной в 583 году известно, что Укай-Кан участвовал в каком-то событии.
На стелах 8 и 33 из Калакмуля записано празднование окончания катуна 9.8.0.0.0, 5 Ajaw 3 Ch’en (24 августа 593 года). Также стела 33, установленная Юкном-Ченом II в 657 году, сочетает акцент на Укай-Кана с заявлением о рождении Юкном-Чена II в 600 году, предполагая, что Юкном-Чен II был его сыном. Если это так, то три правителя, правивших между Укай-Каном и Юкном-Ченом II (это Юкном-Ти-Чан, Тахом-Укаб-Как и Юкном) могли быть тоже его сыновьями.
Его преемником стал вероятно его сын Юкном-Ти-Чан.

### Семья
Вероятно, его отцом был Ут-Чаналь, а старшим братом Яш-Йопаат. Его женой была «Свиток-в-руке», сыновья: Юкном-Ти-Чан, Тахом-Укаб-Как, Юкном и Юкном-Чен II.